# De la Croix
De La Croix, bekend als de la Croix d'Ogimont en de la Croix de Maubray, was een Zuid-Nederlandse adellijke familie.

## Geschiedenis
- In 1669 verleende koning Lodewijk XIV erkenning van erfelijke adel "voor zoveel als nodig".
- Alexandre-François de la Croix, heer van Ogimont en van Maubray, was de stamvader van beide hierna volgende takken. Hij was getrouwd met Angélique des Enffans de Vincourt.

## Chrétien de la Croix d'Ogimont
- Chrétien François Joseph de la Croix d'Ogimont (Hollain, 21 augustus 1764 - Doornik, 3 januari 1831) werd in 1824 erkend in de erfelijke adel onder het Verenigd Koninkrijk der Nederlanden. Hij trouwde in 1801 met Marie-Jeanne d'Hespel (1768-1837).
  - Céline de la Croix d'Ogimont (1806-1834) trouwde met haar neef Alfred de la Croix de Maubray (1805-1855).
  - Henri de la Croix d'Ogimont (1812-1872) trouwde in 1841 met burggravin Marie-Thérèse de Jonghe d'Ardoye (1816-1886), dochter van Auguste de Jonghe d'Ardoye, lid van het Nationaal Congres.
    - Charles-Chrétien de la Croix d'Ogimont (1842-1883) trouwde in 1869 met gravin Marie de Mûelenaere (1850-1925), dochter van volksvertegenwoordiger Gustave de Mûelenaere.
      - Auguste de la Croix d'Ogimont (1871-1940) trouwde in 1891 met Madeleine de Dieudonné de Corbeek-over-Loo (1870-1962). Met afstammelingen tot heden.

## Alexandre de la Croix de Maubray
- Alexandre Philippe Joseph de la Croix de Maubray (Doornik, 28 februari 1767 - 28 november 1828) werd, samen met zijn broer, in 1824 onder het Verenigd Koninkrijk der Nederlanden erkend in de erfelijke adel. Hij trouwde in 1800 met Amélie de Vertegans (1779-1838) en ze kregen vier kinderen.
  - Arthur de la Croix de Maubray (1801-1869) trouwde in 1826 met Adèle de l'Epine (1804-1875). Ze kregen vier kinderen.
    - Camille de la Croix de Maubray (1831-1911) was jezuïet en archeoloog.
    - Adrien de la Croix de Maubray (1833-1916) was jezuïet.

  - Alfred  de la Croix de Maubray (1805-1855) trouwde met zijn nicht Céline (zie hierboven). Ze kregen vier dochters.

De laatste naamdrager was pater Adrien de la Croix de Maubray, met wiens dood de familietak uitdoofde.